# 맥스웰 테일러
맥스웰 데번포트 테일러(Maxwell Davenport Taylor, 1901년 8월 26일 - 1987년 4월 19일)는 미국의 장성이다.
그는 육군사관학교를 졸업하였으며 1944년 6월 노르망디 상륙작전때는 제101공수사단을 지휘하였다. 종전 후에는 미육군사관학교장을 지냈으며 한국전에도 참전했었다. 2년간 미 8군 사령관을 지냈었다. 곧이어 육군참모총장을 4년동안 재직했다. 3년후에는 합동참모의장에 있었다. 쿠바 미사일 위기가 발발하자 그는 대책회의일원이었으며 쿠바의 소련군 미사일 기지를 공습하는데에 찬성하는 매파에 속해 있었다. 1964년에는 남베트남 주재 미국대사에 재직했고 1년간 그 자리에 있었다.